# Joan Mayné
Joan Mayné i Torrás (ur. 19 września 1928 w Barcelonie, zm. 14 listopada 2016 tamże) – hiszpański rzeźbiarz pochodzący z Katalonii, profesor Szkoły Sztuk Pięknych w Barcelonie.
Jego specjalnością była rzeźba sakralna. Najbardziej znanym dziełem jest alabastrowe retabulum o wysokości 15 m, wykonane w stylu renesansowym (plateresco) w sanktuarium maryjnym Torreciudad, ukończone 1975, a także figura św. Josemaría Escrivá de Balaguer. Ponadto wykonał m.in. brązowe reliefy śś. Piotra i Pawła w katedrze w Barcelonie, brązowe antepedium ołtarzowe w katedrze w Toledo, drewniane figury Św. Rodziny dla kościoła Sagrada Familia w Igualada. Jego rzeźby znajdują się w świątyniach i w Muzeum Macierzyństwa w Barcelonie, a także w Chicago, Paryżu i w Rzymie.